# Železniška postaja Trst Center
Železniška postaja Trst Center je ena večjih železniških postaj v Italiji, ki oskrbuje Trst.　